# Брайер, Наташа
Наташа Брайер (исп. Natasha Braier, 11 декабря 1974, Буэнос-Айрес) — аргентинский кинооператор.

## Биография
Училась в Школе художественной фотографии в Буэнос-Айресе (1990—1992), Центре кинематографических исследований Каталонии в Барселоне, Национальной школе кино и телевидения в Беконсфилде (Великобритания, 1998—2001), получила степень магистра. Сняла несколько короткометражных лент. Работала ассистентом у Жана-Клода Ларрьё на фильме Изабель Койшет Моя жизнь без меня (2002), в следующем году сняла документальный фильм Койшет Путешествие к средоточию пытки. Настоящий успех ей принесла работа в фильме Лусии Пуэнсо XXY (2007). Снимает как игровые, так и документальные ленты. Работает с режиссёрами разных стран.

## Творческая манера
Среди операторов, повлиявших на её работу, Брайер называет Жана-Ива Эскофье, Кристофера Дойла, Славомира Идзяка.

## Избранная фильмография
- 2003: Viaje al corazón de la tortura (Изабель Койшет, документальный)
- 2005: Красный означает «идти»/ RedMeansGo (Эрика Дантон)
- 2006: Клей[англ.]/ Glue (Алексис Дос Сантос)
- 2007: XXY (Лусия Пуэнсо; номинация на Серебряный кондор за лучшую операторскую работу)
- 2007: В городе Сильвии/ En la ciudad de Sylvia (Хосе Луис Герин)
- 2008: Сладкая жизнь по-африкански/ Dolce vita africana (Козима Спендер, документальный)
- 2008: Сомерстаун/ Somers Town (Шэйн Медоуз)
- 2009: Молоко скорби/ La teta asustada (Клаудиа Льоса)
- 2010: Неверный/ The Infidel (Джош Аппиньянези)
- 2011: Пловец/ Swimmer (Линн Рэмзи, короткометражный)
- 2012: Loxoro (Клаудиа Льоса, короткометражный)
- 2013: Китайская головоломка/ Casse-tête chinois (Седрик Клапиш)
- 2013: Ровер/ The Rover (Дэвид Мишо)
- 2016: Неоновый демон/ The Neon Demon (Николас Виндинг Рефн)
- 2019: Милый мальчик/ Honey Boy (Альма Харель)